# Santa Filomena
Santa Filomena este un oraș în Pernambuco (PE), Brazilia.